# Freccia Vallone 1945
La Freccia Vallone 1945, nona edizione della corsa, si svolse il 3 giugno 1945 per un percorso di 213 km. La vittoria fu appannaggio del belga Marcel Kint, che completò il percorso in 6h12'07" precedendo i connazionali Lucien Vlaemynck e André Maelbrancke.
Al traguardo di Charleroi furono 26 i ciclisti (tutti belgi), dei 60 partiti da Mons, che portarono a termine la competizione.

## Ordine d'arrivo (Top 10)
| Pos. | Corridore         | Squadra            | Tempo    |
| ---- | ----------------- | ------------------ | -------- |
| 1    | Marcel Kint       | -                  | 6h12'07" |
| 2    | Lucien Vlaemynck  | Alcyon-Dunlop      | s.t.     |
| 3    | André Maelbrancke | Mercier-Hutchinson | s.t.     |
| 4    | Alberic Schotte   | Alcyon-Dunlop      | s.t.     |
| 5    | Vital Sneyders    | -                  | s.t.     |
| 6    | Richard Depoorter | Helyett            | a 2'41"  |
| 7    | Albert Sercu      | Dilecta            | a 4'07"  |
| 8    | Sylvain Grysolle  | -                  | s.t.     |
| 9    | Henri Renders     | Mercier-Hutchinson | s.t.     |
| 10   | Jules Lowie       | Mercier-Hutchinson | s.t.     |